# Bill Davis Racing
Bill Davis Racing ist ein US-amerikanisches Motorsportteam, welches im NASCAR Sprint Cup und in der Craftsman Truck Series antritt. Im Nextel Cup gehen für Bill Davis Racing Dave Blaney mit der Startnummer 22, Jeremy Mayfield mit der Startnummer 36 sowie Jacques Villeneuve mit der Startnummer 27 im Toyota Camry an den Start. In der Craftsman Truck Series fahren Mike Skinner im Truck mit der Startnummer 5, Ryan Mathews in der Startnummer 22, Johnny Benson in der Startnummer 23 und Jacques Villeneuve in der Startnummer 27 jeweils auf Toyota Tundras.
Das Team wurde von Bill Davis, einem ehemaligen Motocross-Fahrer und Besitzer einer Lkw-Vermietung, gegründet um Mark Martin, Sohn eines Geschäftspartners bei seiner Karriere im Rennsport zu unterstützen.

## Sprint Cup

### Wagen #22

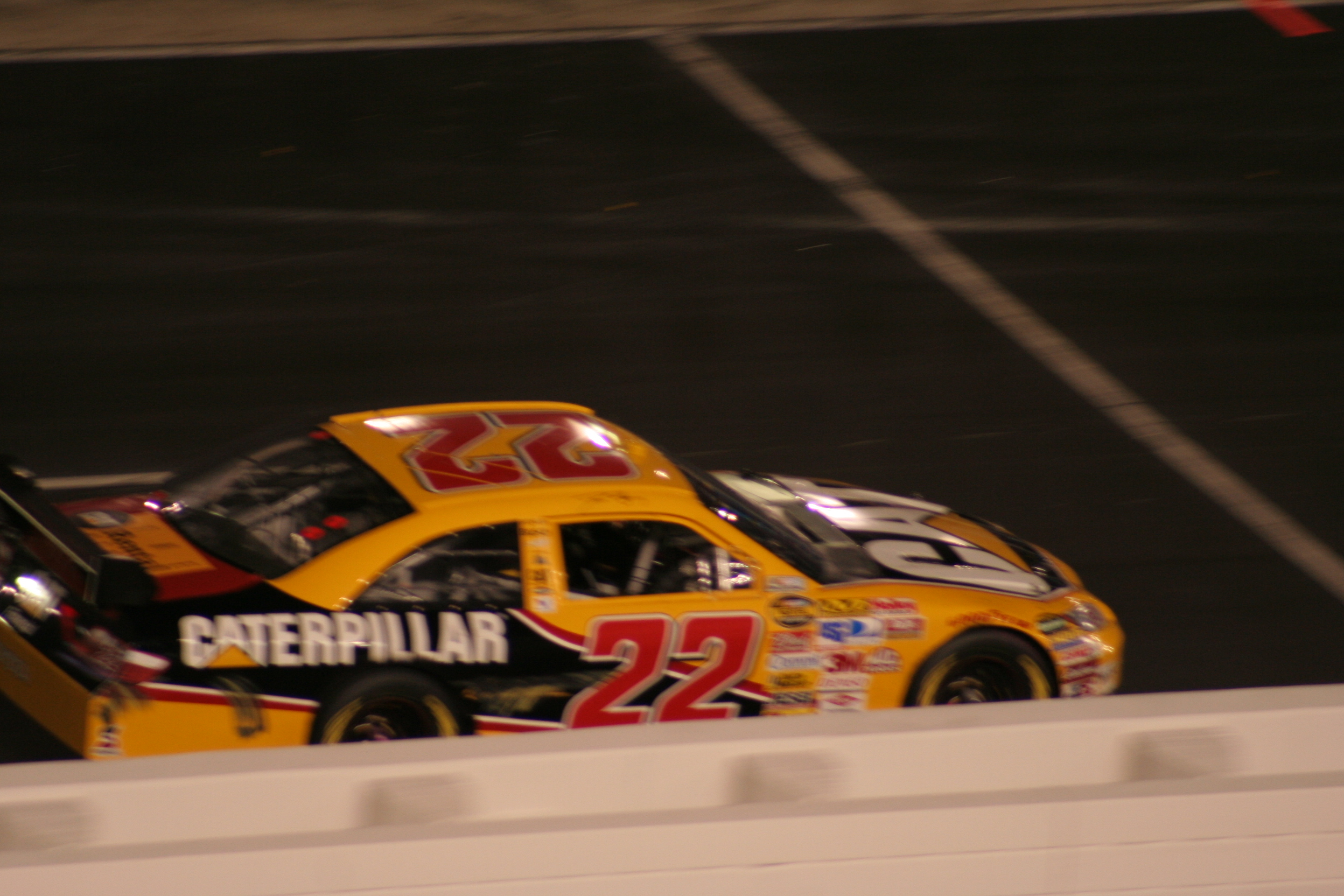
Blaneys Toyota Camry #22

Der Wagen mit der Startnummer 22 war ursprünglich für Jeff Gordon in der Saison 1993 vorgesehen, nachdem dieser für Bill Davis Racing in der Saison 1991 und 1992 in der Busch Series antrat. Nach dem Gewinn des Titels des Rookie of the Year in der Busch Series 1991 sowie elf Pole-Positionen 1992 sollte Gordon zusammen mit seinem Crew Chief Ray Evernham zur darauffolgenden Saison in den Winston Cup aufsteigen, wurden aber von Rick Hendrick zu Hendrick Motorsports weggelockt. Davis wechselte mit dem Team dennoch in den Winston Cup und engagierte Bobby Labonte als Fahrer des von Maxwell House gesponserten Ford, der hinter Gordon zweiter in der Wertung des Rookie of the Year im Winston Cup wurde. Nach der Saison 1994 wechselte Labonte zu Joe Gibbs Racing und MBNA wurde neuer Hauptsponsor. Zudem kam es zu einem Tausch von Motoren sowie Chassis mit Penske Racing und Bill Davis Racing wechselte zu Pontiac als Hersteller. Als Fahrer übernahm zunächst der Rookie Randy LaJoie das Steuer, wurde allerdings gegen Mitte der Saison entlassen. Den Rest der Saison 1995 fuhren diverse Fahrer den Wagen, darunter Wally Dallenbach jr., der in Watkins Glen auf Platz zwei ins Ziel kam. Gegen Ende der Saison wurde Ward Burton engagiert, die restlichen Rennen zu Ende zu fahren. Er siegte im letzten Saisonrennen auf dem North Carolina Motor Speedway.
Das Team blieb sieglos bis zur Saison 2000, als Burton mit dem Mall.com 400 das Frühjahrsrennen auf dem Darlington Raceway gewann. Zwei Jahre später folgte der Sieg beim Daytona 500 auf dem Daytona International Speedway. Nach einer enttäuschenden Saison 2003 wechselte Burton bereits einige Rennen vor Saisonende zu Haas CNC Racing und wurde durch Busch-Pilot Scott Wimmer ersetzt. Wimmer fuhr die komplette Saison 2004 und wurde beim Saisonauftakt in Daytona direkt Dritter. Gegen Ende der Saison 2005 verkündete Bill Davis Racing, dass man sich zum Ende der Saison von Wimmer trennen würde. Stattdessen würde Dave Blaney, Fahrer der Startnummer 93, ab 2006 im Wagen mit der Startnummer 22 sitzen. Er erzielte zwei Top-10-Ergebnisse und wurde 26. in der Meisterschaft. Nach dem Herstellerwechsel auf Toyota erzielte Blaney beim Lenox Tools 300 auf dem New Hampshire International Speedway die erste Pole-Position sowie mit dem dritten Platz beim UAW Ford 500 auf dem Talladega Superspeedway das bis dato beste Ergebnis für den Hersteller.

### Wagen #27
Der Wagen mit der Startnummer 27 debütierte beim Saisonfinale 2000, dem NAPA 500, mit Scott Wimmer am Steuer des von AT&T gesponserten Pontiac unter der Startnummer 23. Der zweite Auftritt des Teams erfolgte erst ein Jahr später, ebenfalls beim NAPA 500, diesmal aber mit hut Sticklin am Steuer des von Hills Brothers gesponserten Dodge.
Für die Saison 2002 wurde die Startnummer des Teams von 23 in 27 geändert und es diente als Test- und Entwicklungsteam. 2003 kehrte es in den Winston Cup zurück, allerdings mit Equipment von Chevrolet und nicht Dodge, wie die anderen Teams von Bill Davis Racing. In der Saison 2006 wurde es wieder als Test- und Entwicklungsteam zurückgestuft und wechselte wieder zurück Zur Startnummer 23. Mit Bill Lester nahm erstmals wieder seit Willy T. Ribbs bei Golden Corral 500 ein Afro-Amerikaner bei einem Cup-Rennen von NASCAR teil. In der Saison 2007 versuchte sich Mike Skinner für das Daytona 500 zu qualifizieren, was ihm aber nicht gelang. Im Verlauf der Saison wurde die Startnummer erneut in 27 gewechselt, nachdem Jacques Villeneuve als Fahrer verpflichtet wurde. Er fuhr sein erstes Rennen im Nextel Cup beim UAW Ford 500 in Talladega und wird die komplette Saison 2008 in diesem Wagen bestreiten.

### Wagen #36
Der Toyota mit der Startnummer 36 debütierte ursprünglich als Pontiac mit der Startnummer 93 mit Dave Blaney als Fahrer und Amoco als Hauptsponsor in der Saison 2000 im Winston Cup. Obwohl er die Qualifikation zum Frühjahrsrennen in Rockingham verpasste, schaffte er es dennoch auf Platz drei in der Rookie-Wertung. Obwohl Blaney in der Saison 2001 mehrere Male kurz vor einem Sieg stand, entschied sich Amoco den Sponsorenvertrag nicht zu verlängern und Blaney wechselte zu Jasper Motorsports.
In der Saison 2002 kam Hut Stricklin ins Team und brachte seinen Sponsor Hills Brothers mit. Sticklin verpasste die Qualifikation zum Daytona 500 und erreichte kein einziges Top-10-Ergebnis. Nach dem Sharpie 500 auf dem Bristol Motor Speedway wurde er entlassen. Kenny Wallace fuhr die Saison zu Ende mit Unterstützung von Geoff Bodine, Scott Wimmer und Tom Hubert. Wallace pilotierte den Wagen auch in der Saison 2003 mit Stacker 2 als Sponsor, bevor er in die Busch Series wechselte.
In den Saisons 2004 und 2005 wurde der Wagen von unterschiedlichen Fahrern bei ausgewählten Rennen eingesetzt, meistens ohne die Unterstützung durch einen Hauptsponsor. So fuhren Shane Hmiel, Tony Raines und Dave Blaney den Wagen in der Saison 2004 sowie Mike Skinner sechs Rennen in der Saison 2005.
Im Herbst 2005 wurde bekanntgegeben, dass das Team für die komplette Saison 2006 zurückkehren würde, allerdings unter der Startnummer 55 als Teil einer Partnerschaft zwischen Bill Davis Racing und Michael Waltrip Racing. Diese Partnerschaft erlaubte es Bill Davis, sein zweites Team wieder eine ganze Saison einsetzen zu können, während Michael Waltrip und sein Sponsor NAPA Auto Parts ein einsatzfähiges Auto beim Aufbau von Michael Waltrip Racing hatten.
In der Saison 2007 übernahm Jeremy Mayfield das Steuer. In diesem Zuge wurde die Startnummer für den neuen Sponsor 360 OTC in 36 geändert. Nach vier erfolglosen versuchen den Wagen zu qualifizieren, absolvierte Mayfield seinen ersten Start beim Food City 500 in Bristol. Mayfield fuhr alle Rennen mit Ausnahme des Toyota/Save Mart 350 auf dem Infineon Raceway, als Butch Leitzinger den kurzzeitig in Startnummer 23 umbenannten Wagen fuhr. Mayfield wird den Wagen nach der Saison 2007 nicht weiterfahren.

## Nationwide Series
Neben der aktuellen Startnummer 22 im Sprint Cup, die aus einem Nationwide-Team hervorgegangen ist, trat Bill Davis Racing auch mit anderen Wagen in der Nationwide Series an. So erzielte Ward Burton in der Busch Series, die heute als Nationwide Series bekannt ist, mit dem MBNA Pontiac #22 in der Saison 1996 drei Top-10-Ergebnisse in acht Rennen. Danach trat Bill Davis Racing erst wieder in der Saison 1998 mit Amoco-gesponserten Pontiac mit der Startnummer 93 und Dave Blaney als Fahrer in der Busch Series an. Blaney fuhr nur ausgewählte Rennen und beendete drei davon jeweils auf dem sechsten Platz. In der darauffolgenden Saison erzielte er fünf Pole-Positionen und wurde Achter in der Meisterschaft. Im selben Jahr ging Bill Davis Racing mit einem zweiten Wagen an den Start. Ward Burton erreichte in der von Siemens gesponserten Startnummer 02 in jedem Rennen ein Platz unter den Top 10 und gewann die Pole-Position auf dem Darlington Raceway.
In der Saison 2000 stellte Bill Davis Racing mit der Startnummer 20 und AT&T als Sponsor einen weiteren Wagen mit Rookie Mike Borkowski als Fahrer, der aber nach dem Busch 200 entlassen wurde. Danach übernahmen Dave Blaney und Tom Hubert, bevor Scott Wimmer die letzten Rennen der Saison zu Ende fuhr. Das Team von Burton wechselte in jener Saison zur Startnummer 22 mit Polaris als Sponsor und erzielte zwei Top-5-Ergebnisse, bevor es am Saisonende aufgelöst wurde.
Scott Wimmer übernahm die Startnummer 20, die daraufhin in 23 geändert wurde, für die Saison 2001. Hauptsponsor wurde Jani-King. Wimmer erzielte acht Top-10-Ergebnisse und beendete die Meisterschaft auf Platz elf. In der Saison 2002 trat Siemens als Sponsor für einige Rennen auf, aber dennoch bestand die Gefahr, das Team aufgrund mangelnder Sponsorenunterstützung schließen zu müssen. In der zweiten Saisonhälfte gewann Wimmer vier Rennen und beendete die Saison als Dritter in der Meisterschaft. 2003 wurde Stacker 2 neuer Sponsor und Wimmer gewann auf dem Pikes Peak International Raceway. Nach dem Ende der Saison wechselte Wimmer in den Nextel Cup und Kenny Wallace übernahm das Steuer. Er erzielte in der Saison 2004 zehn Top-10-Ergebnisse und Platz neun in der Meisterschaft. Nachdem Wallace und Stacker 2 zu ppc Racing wechselten, verkaufte Bill Davis Racing die Ausrüstung an Keith Coleman Racing. Das Team ist weiterhin in der Busch Series aktiv, indem es Motoren an MacDonald Motorsports liefert.

## Craftsman Truck Series

### Truck #5

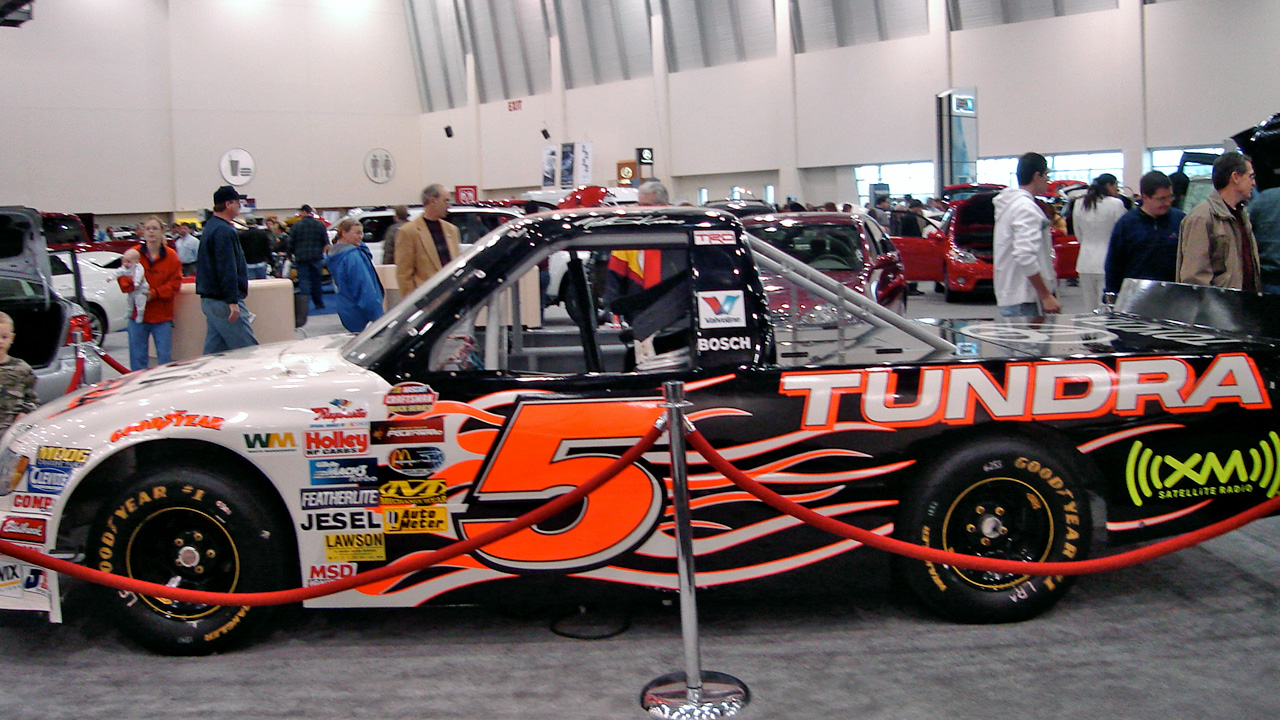
Der Truck mit der Startnummer 5.

Der Truck mit der Startnummer 5 debütierte in der Saison 2004 bei Bang! Racing als Startnummer 42 mit Mike Skinner als Fahrer. Er begann die Saison mit zwei Top-5-Ergebnissen, bevor seine Leistung nachließ und das Team an Bill Davis Racing verkauft wurde. Unter der neuen Startnummer 5 ging es erstmals beim Las Vegas 350 an den Start. Skinner erzielte zwei Pole-Positionen und einen sechsten Platz beim Saisonfinale auf dem Homestead-Miami Speedway. 2005 erzielte Skinner sieben Pole-Positionen und gewann zwei Rennen, je eines in Bristol und eines in Richmond. Die Saison beendete er auf Platz fünf in der Meisterschaft. In der Saison gewann er das Smith’s Las Vegas 350 auf dem Las Vegas Motor Speedway und erzielte 13 Top-10-Platzierungen. Skinner steht bis Ende 2009 bei Bill Davis Racing unter Vertrag.

### Truck #23
Der Truck mit der Startnummer 23 wurde erstmals in der Saison 2004 eingesetzt, nachdem Bill Davis Racing die Ausrüstung dafür von Phil Bonifield gekauft hatte. Erster Fahrer wurde Shelby Howard, der nach acht Rennen von Johnny Benson ersetzt wurde. Obwohl Benson nur ausgewählte Rennen fuhr, landete er in der Meisterschaft auf Platz 25. Ab der Saison 2005 fuhr Benson die volle Saison und mit sechs Top-5-Ergebnissen erreichte er Platz zehn in der Meisterschaft. Mit Exide Batteries als neuen Sponsor gewann Benson 2006 fünf Rennen und wurde in der Meisterschaft Zweiter hinter Todd Bodine. Zusätzlich Sponsor für zehn Rennen der Saison 2007 ist 360 OTC.

### Truck #24
Der Truck mit der Startnummer 24 wurde erstmals in der Saison 2005 als Test- und Entwicklungswagen mit der Startnummer 67 eingesetzt. Steve Park fuhr ihn gegen Ende der Saison für eine Handvoll Rennen, nachdem er bei Orleans Racing entlassen wurde. Sein bestes Ergebnis war ein 16. Platz auf dem Texas Motor Speedway. In der Saison 2006 übernahm A. J. Allmendinger den Truck, dessen Startnummer in 24 geändert wurde. Er fuhr drei Rennen und erzielte einen fünften Platz auf dem Talladega Superspeedway.

### Truck #27
Der Truck mit der Startnummer 27 war der Truck, mit dem Bill Davis Racing ursprünglich in der Craftsman Truck Series in der Saison 2004 debütierte. Der erste Start erfolgte unter der Startnummer 22 beim Florida Dodge Dealers 250 mit Bill Lester als Fahrer, der einen 16. Platz erzielte. In dieser Saison erzielte er nur ein Top-10-Ergebnis und wurde 22. in der Meisterschaft. In der darauffolgenden Saison erzielte er in den aufeinanderfolgenden Rennen auf dem Kansas Speedway und Kentucky Speedway jeweils die Pole-Position. Mit einem fünften Platz als bestes Ergebnis verbesserte Lester sich in der Meisterschaft auf Platz 17. In der Saison 2006 erzielte er kein einziges Ergebnis in den Top 10 und verschlechterte sich auf Platz 20. Zur Saison 2007 wurde die Startnummer in 36 geändert, nachdem 360 OTC neuer Sponsor wurde. Tyler Walker wurde neuer Fahrer, bevor er nach acht Rennen durch Rookie Ryan Mathews ersetzt wurde, nachdem bekanntgeworden war, dass Walker von NASCAR wegen Drogenmissbrauch suspendiert wurde. Obwohl auch 360 OTC deswegen als Sponsor absprang, erzielte Mathews zwei Top-10- und ein Top-5-Ergebnis sowie eine Pole-Position auf dem Kentucky Speedway. Nach dem Jacques Villeneuve zu NASCAR wechselte, übernahm er ab dem Smith’s Las Vegas 350 auf dem Las Vegas Motor Speedway die Startnummer 27.